# جارد ميتشيل
جارد ميتشيل هو صحفي كندي، ولد في 1955.